# Estrun
Estrun är en kommun i departementet Nord i regionen Hauts-de-France i norra Frankrike. Kommunen ligger i kantonen Cambrai-Est som tillhör arrondissementet Cambrai. År 2022 hade Estrun 721 invånare.

## Befolkningsutveckling
Antalet invånare i kommunen Estrun
| Referens: INSEE |